# Albert Cameron

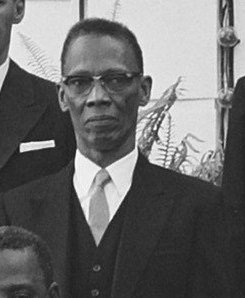
Albert Cameron in 1965

Albert Alexander Richenel Cameron (Paramaribo, 28 oktober 1902 – 7 januari 1982) was een Surinaams politicus van de Nationale Partij Suriname (NPS).
Hij werd geboren als zoon van Archie Cameron Cameron (1873-1912) en Elisa Francina Welles (*1876). Hij werd bij de Evangelische Broedergemeente Suriname (EBGS) op het internaat Schutz opgeleid tot onderwijzer. Cameron slaagde in 1922 voor het onderwijzersexamen 4e rang waarna hij les ging geven op de Comeniusschool; een lagereschool van de EBG waar hij vroeger zelf lesgekregen had. Twee jaar later slaagde hij ook voor het examen 3e rang. Cameron ging in 1929 naar Nederland om verder opgeleid te worden. Twee jaar later keerde hij met hoofdakte terug naar Suriname, waar hij in 1931 trouwde met mevrouw Sobers. Nog datzelfde jaar vertrok hij naar Nederlands-Indië waar hij werkzaam was als (hoofd)onderwijzer bij de Europese School in Pontianak, de Hollands Chinese School in Soerabaja en de Hollands Arabische School in Solo. Hij is ook nog landsstorm soldaat geweest en vanaf 1942 zat hij drieënhalf jaar als krijgsgevangene in een Jappenkamp. Na de Japanse capitulatie keerde hij terug naar Solo maar tijdens de bersiap werd hij opnieuw geïnterneerd maar nu door personen die voorstanders waren van een onafhankelijk Indonesië. Midden 1946 volgde een evacuatie naar Semarang vanwaar hij naar Nederland vertrok. Zijn studie aan het Nutsseminarium voor pedagogiek aan de Universiteit van Amsterdam sloot hij in 1953 af met een akte m.o. pedagogiek. Cameron keerde in 1954 terug naar Suriname waar hij de directeur werd van Kweekschool A. Van 1963 tot 1967 was Cameron minister van Onderwijs en Volksontwikkeling in het eerste kabinet Pengel. Cameron stierf op 79-jarige leeftijd in het militaire ziekenhuis in Paramaribo.
Het Albert Cameron Instituut (1952-2019) is naar hem vernoemd.